# Gnathotrusia crina
Gnathotrusia crina är en fjärilsart som beskrevs av William Schaus 1902. Gnathotrusia crina ingår i släktet Gnathotrusia och familjen praktfjärilar. Inga underarter finns listade i Catalogue of Life.